# Arranque en frío (informática)
El arranque en frío o inicio en frío en computación se refiere a un problema donde un sistema o una parte de este fue creado o reiniciado y no está funcionando en su operación normal. El problema puede estar relacionado con la inicialización de objetos internos, el llenado de la memoria caché o el inicio de subsistema.
En un sistema común de servicios web el problema ocurre después de reiniciar el servidor, y también cuando limpias la caché (p. ej., después de lanzar una nueva versión). Las primeras solicitudes al servicio web causarán una carga significativamente mayor debido a que la caché del servidor está siendo llenada, la caché del navegador se está limpiando y se están solicitando nuevos recursos. Otros servicios, como un servidor proxy o un acelerador web, también necesitarán tiempo para reunir nuevos recursos y funcionar con normalidad
Un problema similar ocurre al crear instancias en un entorno alojado y al crear instancias en servicios de computación en la nube.
El inicio en frío también puede referirse a un proceso de arranque de una sola computadora (o máquina virtual).  En este caso, los servicios y otras aplicaciones de inicio se ejecutan después del reinicio. Por lo general, el sistema se pone a disposición del usuario aunque las operaciones de inicio aún se estén realizando y ralenticen otras operaciones.
Otro tipo de problema es cuando el modelo de datos de un sistema en particular requiere conexiones entre objetos. En ese caso, los nuevos objetos no funcionarán normalmente hasta que se establezcan esas conexiones. Este es un problema bien conocido con los sistemas de recomendación.
En algunos escenarios de aprendizaje automático, con modelos donde el conjunto de datos de entrenamiento se incrementa con el tiempo (por ejemplo, en el aprendizaje activo), el inicio en frío se refiere a entrenar el modelo en el conjunto de datos etiquetados obtenidos hasta el momento con nuevos datos agregados de nuevo, en lugar de entrenar el modelo con nuevos datos y todo el conocimiento de entrenamientos anteriores (arranque en caliente). A diferencia de los casos mencionados anteriormente, el inicio en frío en estos escenarios puede producir mejores resultados en el modelo.